# 바이써시
바이써(백색, 중국어: 百色, 병음: Bǎisè, 좡어:Bwzswz)는 중국 광시 좡족 자치구의 지급시이다.

## 역사
바이써는 중국 기준에서 신생 지역으로 마을은 1730년에 설치되었다. 1913년에 바이써현(百色县)이 두어졌고 1983년에 바이써시가 설립되었다.

## 지리
바이써는 광시의 북서부에 위치하고 구이저우성, 윈난성 및 베트남과 접한다. 중국 남서부의 세 개의 성도 난닝, 쿤밍, 구이양의 중앙에 위치한다. 전체 면적의 55%가 숲이다.
바이써의 기후는 아열대성 계절풍 기후이다. 연평균 기온은 22.3 °C이고 1월 평균기온은 13.5°C, 7월 평균기온은 28.5°C이다. 연평균 강수량은 1104mm이다.
| 바이써시의 기후                                               | 바이써시의 기후 | 바이써시의 기후 | 바이써시의 기후 | 바이써시의 기후 | 바이써시의 기후 | 바이써시의 기후 | 바이써시의 기후 | 바이써시의 기후 | 바이써시의 기후 | 바이써시의 기후 | 바이써시의 기후 | 바이써시의 기후 | 바이써시의 기후 |
| 월                                                            | 1월             | 2월             | 3월             | 4월             | 5월             | 6월             | 7월             | 8월             | 9월             | 10월            | 11월            | 12월            | 연간            |
| ------------------------------------------------------------- | --------------- | --------------- | --------------- | --------------- | --------------- | --------------- | --------------- | --------------- | --------------- | --------------- | --------------- | --------------- | --------------- |
| 역대 최고 기온 °C (°F)                                        | 32.1 (89.8)     | 38.4 (101.1)    | 38.9 (102.0)    | 41.3 (106.3)    | 42.2 (108.0)    | 39.9 (103.8)    | 40.1 (104.2)    | 39.6 (103.3)    | 39.6 (103.3)    | 36.4 (97.5)     | 34.0 (93.2)     | 32.8 (91.0)     | 42.2 (108.0)    |
| 일평균 최고 기온 °C (°F)                                      | 18.0 (64.4)     | 20.9 (69.6)     | 24.4 (75.9)     | 29.6 (85.3)     | 32.1 (89.8)     | 32.9 (91.2)     | 33.5 (92.3)     | 33.6 (92.5)     | 32.0 (89.6)     | 28.5 (83.3)     | 24.7 (76.5)     | 19.9 (67.8)     | 27.5 (81.5)     |
| 일일 평균 기온 °C (°F)                                        | 13.5 (56.3)     | 15.9 (60.6)     | 19.3 (66.7)     | 24.0 (75.2)     | 26.8 (80.2)     | 28.1 (82.6)     | 28.5 (83.3)     | 28.0 (82.4)     | 26.4 (79.5)     | 23.1 (73.6)     | 19.0 (66.2)     | 14.7 (58.5)     | 22.3 (72.1)     |
| 일평균 최저 기온 °C (°F)                                      | 10.6 (51.1)     | 12.6 (54.7)     | 15.8 (60.4)     | 20.0 (68.0)     | 22.7 (72.9)     | 24.6 (76.3)     | 25.0 (77.0)     | 24.5 (76.1)     | 22.8 (73.0)     | 19.7 (67.5)     | 15.5 (59.9)     | 11.4 (52.5)     | 18.8 (65.8)     |
| 역대 최저 기온 °C (°F)                                        | 0.6 (33.1)      | 1.4 (34.5)      | 4.0 (39.2)      | 7.6 (45.7)      | 13.3 (55.9)     | 17.2 (63.0)     | 19.5 (67.1)     | 19.9 (67.8)     | 14.4 (57.9)     | 8.4 (47.1)      | 4.2 (39.6)      | 0.1 (32.2)      | 0.1 (32.2)      |
| 평균 강수량 mm (인치)                                         | 26.6 (1.05)     | 19.1 (0.75)     | 33.6 (1.32)     | 51.3 (2.02)     | 147.1 (5.79)    | 222.7 (8.77)    | 195.8 (7.71)    | 174.7 (6.88)    | 105.9 (4.17)    | 72.5 (2.85)     | 31.5 (1.24)     | 23.5 (0.93)     | 1,104.3 (43.48) |
| 평균 강수일수 (≥ 0.1 mm)                                      | 7.4             | 7.1             | 8.0             | 8.7             | 12.1            | 15.0            | 15.4            | 14.4            | 9.6             | 7.9             | 6.5             | 5.6             | 117.7           |
| 평균 강설일수                                                 | 0.1             | 0               | 0               | 0               | 0               | 0               | 0               | 0               | 0               | 0               | 0               | 0               | 0.1             |
| 평균 상대 습도 (%)                                            | 76              | 73              | 73              | 73              | 71              | 72              | 78              | 79              | 80              | 79              | 78              | 78              | 76              |
| 평균 월간 일조시간                                            | 70.9            | 84.8            | 102.0           | 140.4           | 160.6           | 143.7           | 167.5           | 185.6           | 163.2           | 133.1           | 128.5           | 99.4            | 1,579.7         |
| 가능 일조율                                                   | 21              | 26              | 27              | 37              | 39              | 35              | 40              | 47              | 45              | 37              | 39              | 30              | 35              |
| 출처: 중국기상국 (평년값: 1991년~2020년, 극값: 1971년~2010년) |                 |                 |                 |                 |                 |                 |                 |                 |                 |                 |                 |                 |                 |

## 경제
바이써는 중국의 가장 중요한 알루미늄 생산지 중 하나로 알루미늄 원광과 알루미늄 제품을 제조한다. 바이써의 아열대 기후는 이곳을 식품, 특히 과일의 주 생산지로 만들었다. 다른 천연자원들로 임산품, 석유, 천연가스, 구리, 석영이 있다. 바이써는 또한 광시에서 세 번째로 큰 수력 전기 생산지로 연간 500만 킬로와트의 전기를 생산한다.

## 주민
좡족, 한족, 야오족, 후이족, 먀오족이 거주한다.

## 관광
바이써에는 아름다운 자연 풍광이 있다. 산림에는 수많은 식물, 동물 종이 서식한다. 국경 지역은 중국에서 가장 개발이 덜 된채로 남아있다. 이러한 특성은 독특한 소수민족 문화와 중요한 역사적 유물들과 더불어서 이곳을 관광지로 성장시키고 있다.

## 행정 구역
1개 시할구, 1개 현급시, 9개 현, 1개 자치현을 관할한다.

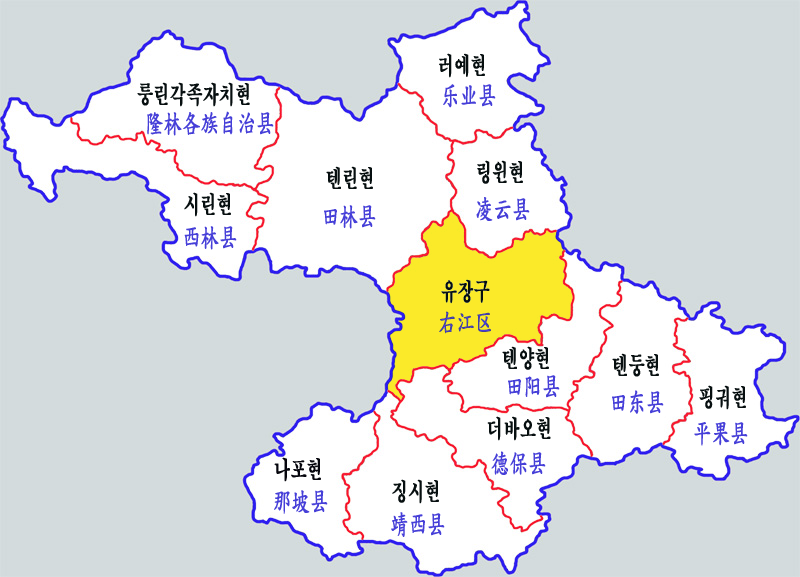
바이써시 현급구역

시할구
- 유장구(右江区)

현급시
- 징시시(靖西市)

현
- 러예현(乐业县)
- 시린현(西林县)
- 톈린현(田林县)
- 링윈현(凌云县)
- 톈양현(田阳县)
- 톈둥현(田东县)
- 핑궈현(平果县)
- 더바오현(德保县)
- 나포현(那坡县)

자치현
- 룽린 각족 자치현(隆林各族自治县)